# Anna Windsor
Anna Windsor (Australia, 17 de mayo de 1976) es una nadadora  retirada especializada en pruebas de estilo libre media distancia, donde consiguió ser medallista de bronce mundial en 1998 en los 4x200 metros estilo libre.

## Carrera deportiva
En el Campeonato Mundial de Natación de 1998 celebrado en Perth (Australia), ganó la medalla de bronce en los relevos de 4x200 metros estilo libre, con un tiempo de 8:04.19 segundos, tras Alemania (oro con 8:01.46 segundos ) y Estados Unidos (plata con 8:02.88 segundos).